# Мері Маршалл
Мері Пейлі, у шлюбі Пейлі Маршалл (англ. Mary Paley Marshall; 24 жовтня 1850 — 19 березня 1944) — англійська економістка.
Мері Пейлі була однією з перших п'яти жінок — студенток Кембриджа. В 1876 році одружилася з Альфредои Маршаллом. Була членкинею ради Кембриджського коледжу Ньюхем. Після смерті чоловіка завідувала бібліотекою економічної літератури Маршалла у Кембриджському університеті.

## Основні твори
- «Економічна теорія промисловості» (англ. The Economics of Industry, 1879, у співавторстві з А. Маршаллом);
- «Що я пам'ятаю» (англ. What I Remember, 1947).